# Agnieszka Skalniak-Sójka
Agnieszka Skalniak-Sójka (født Skalniak; født 22. april 1997) er en polsk cyklelrytter, som i øjeblikket kører for UCI Women's WorldTeam Canyon//SRAM zondacrypto.